# Hiéroglyphe égyptien O37
Le mur tombant, en hiéroglyphes égyptiens, est classifié dans la section O « Bâtiments, parties de bâtiments etc. » de la liste de Gardiner ; il y est noté O37.

## Représentation
Il représentait probablement originellement un monument cultuelle ou funéraire comme un mastaba ou une enceinte funéraire (hiéroglyphe O36). Il est orienté de manière oblique pour figurer une chute de l'hiéroglyphe.

## Utilisation
C'est un déterminatif du champ lexical de l'action d'abatage, de l'oblique et de l'incliné.
| O36 |

| O36 |

## Exemples de mots
| w | h · n | O37 · D40 |

| w | h · n | O37 · D40 |

| s | X · n | O37 | A24 |

| s | X · n | O37 | A24 |

| g | s | Aa17 | A | O37 |

| g | s | Aa17 | A | O37 |